# Liste der Kulturdenkmale in Dietingen
In der Liste der Kulturdenkmale in Dietingen sind alle Bau- und Kunstdenkmale der Gemeinde Dietingen und ihrer Teilorte verzeichnet, die im „Verzeichnis der unbeweglichen Bau- und Kunstdenkmale und der zu prüfenden Objekte“ des Landesamts für Denkmalpflege Baden-Württemberg verzeichnet sind.
Diese Liste ist nicht rechtsverbindlich. Eine rechtsverbindliche Auskunft ist lediglich auf Anfrage bei der Unteren Denkmalschutzbehörde des Landkreises Rottweil erhältlich.

## Allgemein
- Bild: Zeigt ein ausgewähltes Bild aus Commons, „Weitere Bilder“ verweist auf die Bilder im Medienarchiv Wikimedia Commons.
- Bezeichnung: Nennt den Namen, die Bezeichnung oder die Art des Kulturdenkmals.
- Lage: Straßenname und Hausnummer oder Flurstücknummer des Kulturdenkmals, gegebenenfalls auch den Ortsteil. Die Grundsortierung der Liste erfolgt nach dieser Adresse. Der Link (Karte) führt zu verschiedenen Kartendiensten mit der Position des Kulturdenkmals. Fehlt dieser Link, wurden die Koordinaten noch nicht eingetragen. Sind diese bekannt, können sie über ein Tool mit einer Kartenansicht einfach nachgetragen werden. In dieser Kartenansicht sind Kulturdenkmale ohne Koordinaten mit einem roten bzw. orangen Marker dargestellt und können durch Verschieben auf die richtige Position in der Karte mit Koordinaten versehen werden. Kulturdenkmale ohne Bild sind an einem blauen bzw. roten Marker erkennbar.
- Datierung: Baubeginn, Fertigstellung, Datum der Erstnennung oder grobe zeitliche Einordnung entsprechend des Eintrags in der zuständigen Denkmaldatenbank (Landesamt für Denkmalpflege Baden-Württemberg).
- Beschreibung: Kurzcharakteristik des Kulturdenkmals.

## Böhringen
| Bild | Bezeichnung                     | Lage                                       | Datierung                     | Beschreibung | ID |
| ---- | ------------------------------- | ------------------------------------------ | ----------------------------- | ------------ | -- |
|      | Sühnekreuz                      | Böhringen, Dietinger Straße                | 14.-16. Jh.                   |              |    |
|      | Rotkreuz                        | Böhringen, Dietinger Straße                | 1875                          |              |    |
|      | Backhaus                        | Böhringen, Dietinger Straße 4 (Karte)      | Anfang des 20. Jh.            |              | BW |
|      | Teil eines Doppelgehöfts        | Böhringen, Dietinger Straße 9 (Karte)      | 17./18. Jh.                   |              | BW |
|      | Josef-Held-Kreuz                | Böhringen, bei Harthauser Straße 18        | um 1919                       |              |    |
|      | Kriegerdenkmal                  | Böhringen, Hauptstraße                     | 1909                          |              |    |
|      | Kath. Pfarrkirche St. Silvester | Böhringen, Hauptstraße 13 (Karte)          | 1842                          |              |    |
|      | Benzenkäpelle mit Lourdesgrotte | Böhringen, Im Dörnle 1                     | wohl um 1811                  |              |    |
|      | Wendelinskapelle                | Böhringen, Klosterbühl                     | 1864                          |              |    |
|      | ’s Botta-Kreuz                  | Böhringen, Krumme Äcker                    | um 1890                       |              |    |
|      | Wegkreuz                        | Böhringen, Lange Halde                     | 1898                          |              |    |
|      | Berglebauerkreuz                | Böhringen, Mühlweg, Aurain                 | 1913                          |              |    |
|      | Wegkreuz                        | Böhringen, Mühlweg                         | um 1850                       |              |    |
|      | Pfarrhaus                       | Böhringen, Mühlweg 16 (Karte)              | 1820                          |              | BW |
|      | Böhringer Mühle                 | Böhringen, Mühlweg 42                      | 18. Jh./1. Hälfte des 19. Jh. |              |    |
|      | Quergeteiltes Einhaus           | Böhringen, Rotenzimmerner Straße 1 (Karte) | Frühes 19. Jh.                |              | BW |

## Dietingen
| Bild           | Bezeichnung                               | Lage                                                    | Datierung                       | Beschreibung | ID |
| -------------- | ----------------------------------------- | ------------------------------------------------------- | ------------------------------- | ------------ | -- |
|                | Quergeteiltes Einhaus                     | Dietingen, Bachstraße 1 (Karte)                         | um 1800                         |              | BW |
|                | Georg-Graf-Kreuz                          | Dietingen, Bohlweg                                      | 1904                            |              |    |
|                | Bühlkapelle, Hohkäppele                   | Dietingen, Einsteigerweg 1 (Karte)                      | 1754                            |              |    |
|                | Hohensteintunnel                          | Dietingen, Eisenbahnstrecke Obere Neckartalbahn (Karte) |                                 |              | BW |
|                | Zehntscheuer                              | Dietingen, Heubergstraße 5 (Karte)                      | 1753                            |              | BW |
|                | Quergeteiltes Einhaus                     | Dietingen, Heubergstraße 7 (Karte)                      | 18. Jh.                         |              | BW |
|                | Hauskreuz und Figur Hl. Wendelin          | Dietingen, Heubergstraße 11 (Karte)                     | 19. Jh.                         |              | BW |
|                | Wegkreuz                                  | Dietingen, Hohenstein                                   | um 1930                         |              |    |
| Weitere Bilder | Neckarbrücke                              | Dietingen, Hohenstein, Neckarwiesen (Karte)             | 1924                            |              |    |
|                | Hofgut Hohenstein                         | Dietingen, Hohenstein 1 (Karte)                         | 1832                            |              | BW |
|                | Wohnhaus Hofgut Hohenstein                | Dietingen, Hohenstein 2 (Karte)                         | 1924                            |              | BW |
|                | Wirtschaftsgebäude des Hofguts Hohenstein | Dietingen, Hohenstein 3 (Karte)                         |                                 |              | BW |
|                | Wirtschaftsgebäude des Hofguts Hohenstein | Dietingen, Hohenstein 4 (Karte)                         |                                 |              | BW |
|                | Wirtschaftsgebäude des Hofguts Hohenstein | Dietingen, Hohenstein 5 (Karte)                         | 18. Jh.                         |              | BW |
|                | Wirtschaftsgebäude des Hofguts Hohenstein | Dietingen, Hohenstein 6 (Karte)                         | 18. Jh.                         |              | BW |
|                | Wirtschaftsgebäude des Hofguts Hohenstein | Dietingen, Hohenstein 7 (Karte)                         |                                 |              | BW |
|                | Wohnhaus im Park                          | Dietingen, Hohenstein 9 (Karte)                         | 1924                            |              | BW |
|                | Schoss Hohenstein                         | Dietingen, Hohenstein 10, 10a-c (Karte)                 | 1923–24                         |              | BW |
|                | Laufbrunnen                               | Dietingen, Hohensteinstraße                             | 19. Jh.                         |              |    |
|                | Württembergischer Wegweiser               | Dietingen, Hohensteinstraße                             | Ende des 19. Jh.                |              |    |
|                | Quergeteiltes Einhaus                     | Dietingen, Hohensteinstraße 1 (Karte)                   | 18. Jh.                         |              | BW |
|                | Quergeteiltes Einhaus                     | Dietingen, Hohensteinstraße 4 (Karte)                   | 17./18. Jh.                     |              | BW |
|                | Quergeteiltes Einhaus                     | Dietingen, Hohensteinstraße 6 (Karte)                   | 17./18. Jh.                     |              | BW |
|                | Wegkreuz                                  | Dietingen, Hohensteinweg                                | 1919                            |              |    |
|                | Hotzentalkreuz                            | Dietingen, Hotzental                                    | um 1860                         |              |    |
|                | Wangerleskreuz                            | Dietingen, Kastanienstraße (Karte)                      | um 1880                         |              | BW |
|                | Schul- und Rathaus                        | Dietingen, Kirchplatz 1 (Karte)                         | 1845–48                         |              | BW |
|                | Quergeteiltes Einhaus                     | Dietingen, Kirchplatz 2 (Karte)                         | 1828                            |              | BW |
|                | Quergeteiltes Einhaus                     | Dietingen, Kirchplatz 3, 3/1 (Karte)                    | 1849                            |              | BW |
| Weitere Bilder | Kath. Pfarrkirche St. Nikolaus            | Dietingen, Kirchplatz 4 (Karte)                         | 1493 (Turm), 1838 (Langhaus)    |              |    |
|                | Gedenkkreuz                               | Dietingen, bei Kirchplatz 4                             | 1890                            |              |    |
|                | Lourdesgrotte                             | Dietingen, bei Kirchplatz 4                             | Ende des 19./Anfang des 20. Jh. |              |    |
|                | Gefallenendenkmal                         | Dietingen, bei Kirchplatz 4                             | 1922                            |              |    |
|                | Postmaierskreuz                           | Dietingen, Lindenbühlweg                                | um 1930                         |              |    |
|                | Friedhofskreuz                            | Dietingen, bei Riebelberg 1                             | 1837/38                         |              |    |
|                | Friedhofskapelle                          | Dietingen, Riebelberg 1 (Karte)                         | 1907/08                         |              | BW |
|                | Bildstock                                 | Dietingen, Römerweg                                     | 1921                            |              |    |
|                | Pulverkreuz                               | Dietingen, Rottweiler Straße                            | 1910                            |              |    |
|                | Maxenkreuz, Maximilian-Straub-Kreuz       | Dietingen, Rottweiler Straße                            | 1877                            |              |    |
|                | Jergerkreuz                               | Dietingen, bei Rottweiler Straße 35                     | um 1900                         |              |    |
|                | Bildstock                                 | Dietingen, Rufenbühl                                    | 1631                            |              |    |
|                | Quergeteiltes Einhaus                     | Dietingen, Scheidwiesenweg 2 (Karte)                    | um 1800                         |              | BW |
|                | Hauskreuz                                 | Dietingen, Unterdorfstraße 20                           | 19. Jh.                         |              |    |
|                | Quergeteiltes Einhaus                     | Dietingen, Zinkenstraße 1                               | um 1800                         |              |    |
|                | Quergeteiltes Einhaus                     | Dietingen, Zinkenstraße 6                               | 1797                            |              |    |

## Gößlingen
| Bild           | Bezeichnung                          | Lage                            | Datierung        | Beschreibung | ID |
| -------------- | ------------------------------------ | ------------------------------- | ---------------- | ------------ | -- |
|                | Laufbrunnen                          | Gößlingen, Grabenstraße         | 19. Jh.          |              |    |
|                | Laufbrunnen                          | Gößlingen, bei Im Mitteldorf 14 | 19. Jh.          |              |    |
|                | Laufbrunnen                          | Gößlingen, bei Im Mitteldorf 27 | 19. Jh.          |              |    |
|                | Laufbrunnen                          | Gößlingen, bei Im Oberdorf 14   | 19. Jh.          |              |    |
|                | Kronenwirtskreuz                     | Gößlingen, Im Unterdorf         | 1900             |              |    |
|                | Wegkreuz                             | Gößlingen, Irslinger Straße     | 1897             |              |    |
|                | Johannes-Scheible-Bildstock          | Gößlingen, K 5552               | 1848             |              |    |
|                | Michael-Schneider-Kreuz              | Gößlingen, K 5552, Weinhalde    | 1880             |              |    |
|                | Pfarrhaus                            | Gößlingen, Kirchweg 12 (Karte)  | 1741             |              |    |
| Weitere Bilder | Kath. Pfarrkirche St. Peter und Paul | Gößlingen, Kirchweg 14 (Karte)  | 1518             |              |    |
|                | Wegkreuz                             | Gößlingen, Scheibenbühlweg      | Ende des 19. Jh. |              |    |
|                | Wegkreuz                             | Gößlingen, Zimmerner Straße     | Ende des 19. Jh. |              |    |

## Irslingen
| Bild           | Bezeichnung                                     | Lage                                     | Datierung             | Beschreibung | ID |
| -------------- | ----------------------------------------------- | ---------------------------------------- | --------------------- | ------------ | -- |
|                | Hauskreuz                                       | Irslingen, bei Albstraße 11              | 19. Jh.               |              |    |
|                | Quereinhaus                                     | Irslingen, Albstraße 28 (Karte)          | um 1800               |              | BW |
|                | Quergeteiltes Einhaus                           | Irslingen, Albstraße 56 (Karte)          | 18./19. Jh.           |              | BW |
|                | Xaveres Kreuz                                   | Irslingen, Binsental                     | um 1875               |              |    |
|                | Kirchhofmauer                                   | Irslingen, bei Brühlstraße 2 (Karte)     | mittelalterlich       |              | BW |
|                | Wegkreuz                                        | Irslingen, Egelsee                       | 1882                  |              |    |
|                | Hauskreuz                                       | Irslingen, bei Friedhofstraße 6          | 19. Jh.               |              |    |
|                | Hohlgassenkreuz, Alt-Rösslewirtskreuz           | Irslingen, Hohenmelben                   | 1886                  |              |    |
|                | Kath. Pfarrkirche St. Martin                    | Irslingen, Kirchbergstraße 4 (Karte)     | 1863–65               |              |    |
|                | Kreuzweg auf dem Kirchhof                       | Irslingen, bei Kirchbergstraße 4 (Karte) | 1880                  |              | BW |
|                | Lourdesgrotte                                   | Irslingen, bei Kirchbergstraße 4         | um 1890               |              |    |
|                | Flaigenkreuz                                    | Irslingen, Laibstraße                    | 1897                  |              |    |
|                | Quergeteiltes Einhaus                           | Irslingen, Laibstraße 2 (Karte)          | um 1800               |              | BW |
| Weitere Bilder | Mesnerhaus der Wallfahrtskapelle Maria Hochheim | Irslingen, Maria Hochheim 1 (Karte)      | 18. Jh.               |              |    |
|                | Bildstock                                       | Irslingen, bei Maria Hochheim 1          | 1631                  |              |    |
| Weitere Bilder | Wallfahrtskapelle Maria Hochheim                | Irslingen, Maria Hochheim 2 (Karte)      | 1846                  |              |    |
|                | Wegkreuz                                        | Irslingen, Stadtweg                      | 1892                  |              |    |
|                | Stadtwegkreuz                                   | Irslingen, Stadtweg, Tannbühl            | um 1900               |              |    |
|                | Quergeteiltes Einhaus                           | Irslingen, Steingartenstraße 11 (Karte)  | 18. Jh.               |              | BW |
|                | Quergeteiltes Einhaus                           | Irslingen, Steingartenstraße 14 (Karte)  | 2. Hälfte des 19. Jh. |              | BW |
|                | Mayenkreuz                                      | Irslingen, bei Talhauser Straße 29       | um 1890               |              |    |
|                | Schächerkapelle                                 | Irslingen, Winden 1                      | 17. Jh.               |              |    |

## Rotenzimmern
| Bild           | Bezeichnung                  | Lage                                      | Datierung                          | Beschreibung | ID |
| -------------- | ---------------------------- | ----------------------------------------- | ---------------------------------- | ------------ | -- |
|                | Bettenberger Hof             | Rotenzimmern, Bettenberger Hof 1 (Karte)  | 1835                               |              | BW |
|                | Quergeteiltes Einhaus        | Rotenzimmern, Burgstraße 2 (Karte)        | 1811                               |              | BW |
| Weitere Bilder | Quergeteiltes Einhaus        | Rotenzimmern, Gößlinger Straße 4 (Karte)  | 18. Jh.                            |              |    |
|                | Sautter-Haus                 | Rotenzimmern, Gößlinger Straße 5 (Karte)  | 18. Jh.                            |              | BW |
|                | Huonker-Haus                 | Rotenzimmern, Gößlinger Straße 6 (Karte)  | 18. Jh.                            |              | BW |
|                | Quergeteiltes Einhaus        | Rotenzimmern, Gößlinger Straße 8 (Karte)  | 18. Jh.                            |              | BW |
|                | Gemeindewaschhaus            | Rotenzimmern, Gößlinger Straße 10         | 1814                               |              |    |
|                | Ev. Nikolaus-Cyriakus-Kirche | Rotenzimmern, Gößlinger Straße 12 (Karte) | 14. Jh. (Turm), 18. Jh. (Langhaus) |              |    |
| Weitere Bilder | ’S Zollerhaus                | Rotenzimmern, Gößlinger Straße 14 (Karte) | 18. Jh.                            |              |    |
|                | Alta-Vogts-Leahles-Haus      | Rotenzimmern, Gößlinger Straße 17 (Karte) | 18. Jh.                            |              | BW |
|                | Quergeteiltes Einhaus        | Rotenzimmern, Gößlinger Straße 28 (Karte) | 1859                               |              | BW |
| Weitere Bilder | Gasthaus zum Rössle          | Rotenzimmern, Grundstraße 2 (Karte)       | 1759                               |              |    |
|                | Quergeteiltes Einhaus        | Rotenzimmern, Grundstraße 3 (Karte)       | 19. Jh.                            |              | BW |
|                | Quergeteiltes Einhaus        | Rotenzimmern, Grundstraße 8 (Karte)       | 1884                               |              | BW |
|                | Schafstall                   | Rotenzimmern, Käpfle 1 (Karte)            | 1899                               |              | BW |
|                | Laufbrunnen                  | Rotenzimmern, bei Leidringer Straße 3     | um 1900                            |              |    |
|                | Laufbrunnen                  | Rotenzimmern, bei Täbinger Straße 2       | 19. Jh.                            |              |    |
|                | Quergeteiltes Einhaus        | Rotenzimmern, Täbinger Straße 2 (Karte)   | um 1900                            |              | BW |
|                | Jockamles Haus               | Rotenzimmern, Täbinger Straße 6 (Karte)   | 1830                               |              | BW |
|                | Quergeteiltes Einhaus        | Rotenzimmern, Täbinger Straße 12 (Karte)  | 1911                               |              | BW |
|                | Jockeles Haus                | Rotenzimmern, Täbinger Straße 14 (Karte)  | Anfang des 19. Jh.                 |              | BW |
|                | Akziser-Haus                 | Rotenzimmern, Täbinger Straße 15 (Karte)  | 1686–88                            |              | BW |